# Kalafina
Kalafina(카라피나, 칼라피나)는 작곡가 카지우라 유키가 프로듀싱한 일본의 그룹이다. 극장판 애니메이션 《공의 경계》 7부작의 주제가를 위해 결성되었으며, SME Records 소속의 음악유닛이다.

## 개요
극장판 애니메이션「공의 경계」주제곡 프로젝트로써 카지우라 유키의 프로듀스에 의해 탄생한 그룹.
첫 번째 싱글인 〈oblivious〉를 발매하면서 멤버를 발표하지 않았으나 2008년 4월부터 5월까지 행해졌던 라이브 이벤트《Revo＆카지우라 유키 Presents Dream Port 2008》에서 처음으로 Wakana와 Keiko의 참가가 공표되었다. 이벤트에서 발매되었던 팜플렛의 카지우라상의 인터뷰에 Kalafina는 정원이 없는 유동적인 유닛이라고 발언.
두 번째 싱글인〈sprinter/ARIA〉에서는 Hikaru와 Maya가 더해져 4명 구성이 되었으나, 세 번째 싱글인〈fairytale〉에서는 Maya가 불참가. 첫 번째 앨범인《Seventh Heaven》를 발매하며 공식홈페이지에서 Maya의 탈퇴사실이 전해졌다.
당초는 극장판〈공의 경계〉의 주제가를 위한 유닛이였으므로 프로젝트가 끝나면 그룹도 해산되지 않을까 생각되고 있었지만 같은 날 네 번째 싱글인 〈Lacrimosa〉가 동시발매되면서 제2의 스타트를 알렸다.
현재는 멤버 변동 없이 Wakana, Keiko, Hikaru에 의한 3명의 여성보컬유닛으로 활동 중이다.
Kalafina라는 그룹이름에는 별다른 의미는 없으며 발음하기가 예뻐서 만들었다는 카지우라어의 일종이다.
2017년 4월 1일, 소니산하의 새로운 레이블 SACRA MUSIC으로 이적.
2017년 4월 14일, Kalafina 공식팬클럽 <Harmony>가 개설. 기존 팬클럽이였던 FictionJunction CLUB(일명 FJC)에서 독립된 형태이다.
2018년 2월 21일, 프로듀서인 카지우라 유키가 소속사 스페이스 크래프트 프로듀스의 퇴소 및 독립을 발표하면서 그룹활동 역시 휴지(休止)상태가 되었다고 미디어에서 보도.
2018년 3월 13일, 미디어를 통해 이번달말로 일부멤버가 그룹탈퇴 및 소속사를 퇴소하며 그로 인해 정규라디오였던 <Kalafina 구락부> 역시 이번달말로 종료, 3월 11일에 열린 라이브(～つなげよう、感動。つながろう、東北の笑顔。～)가 3명의 마지막라이브라고 보도. Kalafina 팬클럽사이트인 Kalafina Harmony를 통해(팬클럽에 유료로 가입된 회원만 열람가능) 보도되었던것처럼 멤버1명이 탈퇴 및 퇴사를 희망하였고, 남은 멤버2명은 앞으로도 계속 활동한다고 발표.
2018년 3월 14일, 미디어를 통해 탈퇴 및 퇴소하는 멤버는 Keiko이며, 이로 인해 가을에 예정되었던 CD릴리즈와 투어계획은 백지상태가 되었다고 보도.
2018년 4월 13일, 공식라인블로그를 통해 Keiko가 직접 4월1일을 기점으로 소속사와 원만하게 계약종료가 되었다고 공표 및 인사. 남은 Wakana와 Hikaru는 음악활동을 계속 이어간다고 발표. 3월 30일에 TOHO히비야에서 열린 영화의 무대인사가 3명의 마지막 공식활동이 되었다.

## 멤버

### 보컬
- Wakana (1번째싱글~)
- Hikaru (2번째싱글~)
- keiko (1번째싱글~)

### 전멤버
- Maya (2번째싱글)

## 음반 목록
음반 목록은 다음과 같다.

### 싱글
- oblivious (2008년 1월 23일)

극장판 공의 경계 제1장「부감풍경」엔딩주제가
극장판 공의 경계 제2장「살인고찰(전)」엔딩주제가
극장판 공의 경계 제3장「통각잔류」엔딩주제가
오리콘 위클리 8위
등장횟수 24회, 총판매량 38,695장
- sprinter/ARIA (2008년 7월 30일)

극장판 공의 경계 제5장「모순나선」엔딩주제가
극장판 공의 경계 제4장「가람의 동」엔딩주제가
오리콘 위클리 10위
등장횟수 8회, 총판매량 23,309장
- fairytale (2008년 12월 24일)

극장판 공의 경계 제6장「망각녹음」엔딩주제가
오리콘 위클리 9위
등장횟수 6회, 총판매량 20,252장
- Lacrimosa (2009년 3월 4일)

MBS, TBS계열전10국 애니메이션 흑집사 2기 엔딩주제가
오리콘 위클리 14위
등장횟수 7회, 총판매량 17,676장
- storia (2009년 07열 01일)

NHK「역사 비화 스토리」오프닝테마
오리콘 위클리 15위
등장횟수 4회, 총판매량 7,093장
- progressive (2009년 10월 28일)

오리콘 위클리 14위
등장횟수 2회, 총판매량 6,189장
- 光の旋律(빛의 선율) (2010년 1월 20일)

테레비도쿄계 애니메이션 소라노오토(하늘의 소리)오프닝 주제가
오리콘 위클리 7위
등장횟수 3회, 총판매량 13,842장
- 輝く空の静寂には(빛나는 하늘의 침묵에는) (2010년 9월 15일)

MBS, TBS계열전10국 애니메이션 흑집사2 삽입곡
오리콘 위클리 14위
등장횟수 5회, 총판매량 11,769장
- Magia (2011년 2월 16일)

애니메이션 마법소녀 마도카☆마기카 엔딩 주제가
오리콘 위클리 7위
등장횟수 21회, 총판매량 48,679장
- to the beginning (2012년 4월 18일)

애니메이션 Fate/Zero 오프닝 주제가
오리콘 위클리 11위
등장횟수 17회, 총판매량 52,413장
- moonfesta~문페스타~ *(2012년 7월 18일)

NHK 민나노우타(모두의노래) 6,7월 방송곡
오리콘 위클리 11위
등장횟수 4회, 판매량 10,023장
- ひかりふる(빛이 내리다) (2012년 10월 24일)

극장판 마법소녀 마도카☆마기카 후편 영원의 이야기 주제곡
극장판 마법소녀 마도카☆마기카 전편 시작의 이야기 주제곡
오리콘 위클리 4위
등장횟수 16회, 판매량 58,379장
- アレルヤ(알렐루야) (2013년 10월 2일)

극장판 공의경계 미래복음 주제곡
극장판 공의경계 미래복음 삽입곡
오리콘 위클리 10위
등장횟수 7회, 판매량 18,980장
- 君の銀の庭(그대의 은빛정원) (2013년 11월 6일)

극장판 마법소녀 마도카☆마기카 신편 반역의 이야기 주제곡
극장판 마법소녀 마도카☆마기카 신편 반역의 이야기 삽입곡
오리콘 위클리 4위
등장횟수 16회, 판매량 60,922장
- heavenly blue (2014년 8월 6일 발매)

TOKYO MX 애니메이션 알드노아 제로 오프닝 주제가
- believe (2014년 11월 19일 발매)

애니메이션 페이트/스테이 나이트 (UBW) 1기 엔딩 주제가
- ring your bell (2015년 5월 13일)

애니메이션 페이트/스테이 나이트 (UBW) 2기 엔딩 주제가
아날로그판(LP)을 새로이 발매
- One Light (2015년 8월 12일 발매예정)

애니메이션 아스란 전기 2기 엔딩 주제가

### 정규앨범
- Seventh Heaven (2009년 3월 4일)

공의 경계 제7장「살인고찰(후)」엔딩주제가
오리콘 위클리 8위
등장횟수 19회, 총판매량 38,087장
- Red Moon (2010년 3월 17일)

이브의 시간 주제곡
노부나가의 야망 Online 이미지송
오리콘 위클리 5위
등장횟수 9회, 총판매량 27,818장
- After Eden (2011년 9월 21일)

NHK 역사비화 히스토리아 1번째 엔딩테마
오리콘 위클리 3위
등장횟수 11회, 총판매량 34,034장
- Consolation (2013년 3월 20일)

NHK 역사비화 히스토리아 2번째 엔딩테마
오리콘 위클리 3위
등장횟수 15회, 총판매량 33,096장
- far on the water (2015년 9월 16일/2015년 9월 30일 발매예정)[6]

NHK 역사비화 히스토리아 3번째 엔딩테마

### 미니앨범
- Re/oblivious (2008년 4월 23일)

오리콘 위클리 37위
등장횟수 6회, 총판매량 10,076장

### 라이브앨범
- Kalafina 5th Anniversary LIVE SELECTION 2009-2012 (2013년 1월 23일)

오리콘 위클리 6위
등장횟수 11회, 총판매량 11,860장

### 베스트앨범
- Kalafina THE BEST "RED"(2014년 7월 16일)

오리콘 위클리 4위
2014년 8월 7일 현재 판매량 34,695장
- Kalafina THE BEST "BLUE"(2014년 7월 16일)

오리콘 위클리 3위
2014년 8월 7일 현재 판매량 37,654장

### DVD/Blu-ray
- Kalafina LIVE 2010 "Red Moon" at JCB HALL~Kajiura Produce 3rd Anniversary LIVE TOUR~ (2010년 12월 1일)
- “After Eden” Special LIVE 2011 at TOKYO DOME CITY HALL (2012년 3월 21일)
- TYPE-MOON Fes. 10th Anniversary Event (2013년 1월 16일)
- Kalafina LIVE TOUR 2013“Consolation”Special Final (2013년 12월 11일)
- Kalafina LIVE THE BEST 2015“Red Day” at　日本武道館 (2015년 7월 15일)
- Kalafina LIVE THE BEST 2015“Blue Day” at　日本武道館 (2015년 7월 15일)

### 서적
- Kalafina photo album progressive (2010년 2월 2일)
- Kalafina photoalbum Magia (2011년 4월 6일)
- Kalafina Record (2011년 9월 6일)
- Kalafina 캘린더 2012 (2011년 9월 28일)
- Kalafina 캘린더 2013 (2012년 10월 24일)
- Kalafina History 5th (2013년 1월 23일)
- Kalafina LIVE PHOTO BOOK -LIVE TOUR 2013 Consolation- (2013년)
- Kalafina 캘린더 2014 (2013년 10월 30일)
- Kalafina 캘린더 2015 (2014년 10월 11일)
- 別冊カドカワ 総力特集 Kalafina (2015년 2월 28일)
- Kalafina LIVE THE BEST 2015 “Red Day”&“Blue Day”in武道館 LIVE PHOTO BOOK (2015년 7월 15일)[7]

## LIVE

### 단독라이브
- 2009년 Kalafina Closed Premium Mini Live

5월 19일 도쿄 Shibuya O-East
- 2009년 Kalafina Live 2009“storia”

8월 26일 도쿄 Shibuya O-East
- 2009년 Bright Christmas 2009 Kalafina Special Mini LIVE

12월 23일 도쿄 丸の内オアゾ1F ○○広場
- 2009년 Kalafina LIVE 2009 “progressive”

12월 27일 요코하마 BLITZ
- 2010년 Kalafina LIVE TOUR 2010 〜progressive ＋〜

2월 2일 오사카 Umeda AKASO
2월 3일 나고야 ボトムライン名古屋
2월 9일 도쿄 Shibuya O-East
- 2010년 Kalafina LIVE TOUR 2010 in Asia

2월 26일 대만 1710 Live Studio
2월 28일 상해 MAO Livehouse SHANGHAI
3월 7일 홍콩 HITEC Auditorium
- 2010년 Kajiura Produce 3rd Anniversary LIVE TOUR〜Kalafina LIVE 2010“Red Moon”〜

5월 15일 오사카 なんばHatch
5월 29일 요코하마 BLITZ
6월 5일 나고야 DIAMOND HALL
6월 12일 도쿄 JCB HALL
- 2010년 Kalafina LIVE 2010“Red Moon”in Hong Kong

8월 6일 홍콩 HITEC
- 2010년 Kalafina LIVE 2010 “輝く空の静寂には”

12월 10일 도쿄 渋谷C.C.Lemonホール (추가공연)
12월 11일 도쿄 渋谷C.C.Lemonホール
- 2010년 Kalafina LIVE 2010“Red Moon”in Taipei

12월 17일 대만 Legacy Taipei
- 2011년 Kalafina LIVE Spring TOUR 2011 “Magia”

3월 27일 오사카 NHK오사카홀
4월 2일 토야마 富山県民会館
4월 8일 나고야 市芸術創造センター
4월 15일 도쿄 NHK홀
- 2011년 “After Eden”Special LIVE 2011

11월 25일 도쿄 TOKYO DOME CITY HALL
- 2011년 X'mas Premium Acoustic LIVE

12월 24일 요코하마 横浜ランドマークホール
- 2012년 Kalafina LIVE TOUR 2012 “After Eden”

1월 7일 오사카 NHK오사카홀
1월 8일 오사카 NHK오사카홀
1월 9일 히로시마 CLUB QUATTRO
1월 20일 나고야 中京大学文化市民会館プルニエホール
1월 21일 나고야 中京大学文化市民会館プルニエホール
1월 22일 후쿠오카 DRUM LOGOS
1월 28일 도쿄 中野サンプラザ
1월 29일 도쿄 中野サンプラザ
2월 2일 도쿄 Shibuya O-East
2월 4일 도쿄 渋谷公会堂
- 2012년 Kalafina LIVE 2012 “to the beginning”

7월 16일 도쿄 NHK홀
- 2012년 X’mas Premium LIVE 2012 “Kalafina with Strings”

12월 19일 도쿄 かつしかシンフォニーヒルズ モーツァルトホール
12월 21일 오사카 サンケイホールブリーゼ
12월 22일 도쿄 かつしかシンフォニーヒルズ モーツァルトホール
- 2013년 Kalafina 5th Anniversary LIVE “oblivious”

1월 23일 도쿄 Shibuya O-East
- 2013년 Kalafina “Consolation” Special LIVE 2013

4월 6일 도쿄 TOKYO DOME CITY HALL
- 2013년 Kalafina “Consolation” Special LIVE TOUR 2013

6월 8일 도쿄 中野サンプラザ
6월 9일 도쿄 中野サンプラザ
6월 22일 나고야 THE BOTOM LINE NAGOYA
6월 23일 나고야 THE BOTOM LINE NAGOYA
7월 4일 도쿄 AKASAKA BLITZ
7월 13일 센다이 Rensa
7월 15일 삿포로 PENNY LANE24
7월 20일 히로시마 HIROSHIMA CLUB QUATTRO
7월 21일 히로시마 HIROSHIMA CLUB QUATTRO
7월 27일 토야마 高岡市民会館
7월 28일 니가타 NIIGATA LOTS
8월 3일 오사카 グランキューブ大阪
- 2013년 Kalafina LIVE TOUR 2013 “Consolation” Special Final

8월 4일 도쿄 東京国際フォーラムホールA
- 2013년 Christmas Premium LIVE 2013 “Kalafina with Strings”

12월 20일 도쿄 Bunkamuraオーチャードホール
12월 22일 오사카 サンケイホールブリーゼ
12월 23일 도쿄 Bunkamuraオーチャードホール
- 2014년 ～FictionJunction CLUB회원한정～「Kalafina 6th Anniversary LIVE 2014」

1월 23일 도쿄 Shibuya O-East
- 2014년 Kalafina “君の銀の庭” Special LIVE 2014

6월 26일 도쿄 TOKYO DOME CITY HALL
- 2014년 Kalafina LIVE TOUR 2014

10월 18일 오사카 グランキューブ大阪
11월 1일 도쿄 東京国際フォーラムホールA
- 2015년 ～FictionJunction CLUB회원한정～「Kalafina 7th Anniversary LIVE 2015」

1월 23일 도쿄 Shibuya O-East
- 2015년 ～Kalafina LIVE THE BEST 2015 “Red day” & “Blue Day”～

2월 28일 “Red Day” 도쿄 일본무도관
3월 1일 “Blue Day” 도쿄 일본무도관
- 2015년 Kalafina LIVE TOUR 2015 “far on the water”

10월 10일 도쿄 東京国際フォーラムホールA
10월 11일 도쿄 東京国際フォーラムホールA
10월 24일 오사카 グランキューブ大阪
10월 25일 오사카 グランキューブ大阪
11월 15일 아이치 日本特殊陶業市民会館 フォレストホール
11월 28일 토야마 オーバード・ホール
12월 12일 후쿠오카 福岡市民会館
- 2016년 Kalafina LIVE TOUR 2015～2016 “far on the water

1월 11일 오사카 グランキューブ大阪
- 2016년 Kalafina LIVE TOUR 2015～2016 “far on the water” Special FINAL

1월 30일 도쿄 東京国際フォーラムホールA
1월 31일 도쿄 東京国際フォーラムホールA

### morph-tokyo 2009
4월 16일 「オンナノコノウタ @ morph-tokyo」Supported by Tsukuba TV
5월 7일 夢想の楽園
6월 17일 オンナノコノウタ @ morph-tokyo
7월 22일 Storia
9월 15일 Heaven&Earth
10월 15일 fairytale
11월 18일 progressive
한달에 한번 총7회참가

## 활동

### 라디오
- Kalafinaの私たち計画広場　Kalafina의 우리들의 계획광장 (スカパーSTAR digio 400ch. 2010년 1월 5일 ~ 2012년 3월 29일, 총117회）
- Kalafina倶楽部　Kalafina CLUB (BayFM 2010년 7월 6일 ~ 현재)

### 잡지연재
- B-PASS「Kalafina My Code」。1회 (2015년 6월 27일)